# Rashed Eisa
Rashed Eisa Al Falasi (tiếng Ả Rập: راشد عيسى); sinh ngày 24 tháng 8 năm 1990), thường được biết với tên Rashed Eisa, là một cầu thủ bóng đá người Các Tiểu vương quốc Ả Rập Thống nhất, thi đấu cho Al Nasr ở vị trí tiền vệ.
Anh từng thi đấu cho Các Tiểu vương quốc Ả Rập Thống nhất ở Thế vận hội Mùa hè 2012.